# Alex van Galen
Alex van Galen (Eindhoven, 28 juni 1965) is een Nederlands scenario- en thrillerschrijver.

## Levensloop
Van Galen studeerde literatuurwetenschap in Utrecht en begon in 1993 met schrijven voor televisie. Hij verwierf bekendheid door zijn bijdragen aan succesvolle televisieseries als Rozengeur & Wodka Lime, Onderweg naar Morgen en SamSam. Daarnaast schreef hij de historische spektakelfilms Michiel de Ruyter en Redbad. In 2018 werd bekend dat hij afleveringen zou schrijven voor het nieuwe Kees & Co voor RTL 4. Projecten waar Alex van Galen aan meewerkte zijn onder andere:
- We gaan nog niet naar huis, comedy
- Deadwater, Engelstalige lowbudgethorrorfilm
- De Hemelpaort, format voor een regio-dramaserie
- Samen, dagelijkse comedy
- Rozengeur & Wodka Lime, drama
- Het Glazen Huis, soap
- SamSam, comedy
- Jansen, Jansen, comedy
- Het Zonnetje in Huis, comedy
- Kind aan huis, comedy
- Voor hete vuren, drama,
- 12 steden, 13 ongelukken, drama
- Onderweg naar Morgen, soap
- In de Vlaamsche pot, comedy
- Michiel de Ruyter
- Sneekweek
- Redbad
- Kees & Co

## Hollywood
Begin 2007 verkocht hij zijn filmscenario Bullitz aan een investeringsmaatschappij in Hollywood. De film stond op de rol voor 2009 maar ging niet door omdat de Pakistaanse financier onder mysterieuze omstandigheden verdween.

## De opvolger
In 2007 verscheen bij Prometheus zijn debuutroman De opvolger, een historische thriller over twee liefdesverhalen tegen de achtergrond van een zoektocht naar een relikwie van Karel de Grote; over opera’s van Wagner, eeuwenoude kroningsrituelen en de laatste dagen van het Derde Rijk. De filmrechten van De opvolger werden al vóór publicatie verkocht aan de Amerikaanse financieringsgroep Rebel Film van regisseur Roel Reiné. De opvolger wordt augustus 2010 opnieuw uitgegeven als pocket in de serie Zwarte Beertjes.

## Duivelssonate
April 2010 verscheen zijn thriller Duivelssonate. Het boek gaat over de manisch-depressieve pianist Notovich die op een dag onder het bloed op het podium wordt aangetroffen: zijn geliefde Senna is verdwenen en hij wordt verdacht van haar moord. Hij ontvlucht de Franse politie. Jaren later ziet hij haar in Amsterdam weer lopen, denkt hij. Ze is de vriendin van een andere pianist, Valdin, die nog een rekening te vereffenen heeft met Notovich. Terwijl Notovich de waarheid probeert te achterhalen begint hij langzaam de grip op de werkelijkheid te verliezen. Het boek werd enthousiast ontvangen door de pers, met lovende recensies in onder andere NRC, Het Parool, het Algemeen Dagblad en op diverse websites. Duivelssonate verscheen in 2011 in Duitsland als Die Teufelssonate bij uitgever Suhrkamp. De filmrechten voor Duivelssonate werden in 2011 verkocht aan Cielo Film. Filmregisseur Alejandro Agresti schrijft het script.

## Süskind
Begin 2012 verscheen de roman Süskind, die Van Galen schreef op basis van het script van de gelijknamige film. Het waargebeurde verhaal gaat over de zakenman Walter Süskind die tijdens de Tweede Wereldoorlog in dienst trad van de Joodsche Raad en zo bijna 200 kinderen wist te redden uit handen van de nazi's. Deze verboeking werd uitgegeven door Arbeiderspers en kwam in de week van publicatie binnen in de Bestseller Top 60 van CPNB.

## Ideale Ouders
In mei 2012 verscheen de literaire thriller Ideale Ouders bij AW Bruna. Het verhaal gaat over Fabienne, die op zeventienjarige leeftijd haar baby onder dwang afstaat. Jaren later, als ze een gevierd filmactrice is, komt ze erachter dat de jongen misschien nog leeft. Ze probeert ze contact met hem te zoeken, maar zijn adoptieouders weigeren haar iedere toegang. Tot overmaat van ramp gaat ook Fabiennes gewelddadige ex-vriend zich ermee bemoeien. Dan ontstaat een gevecht tussen de vier ouders met een hartverscheurende afloop. Ideale Ouders werd genomineerd voor de Crimezone Thriller Award.

## Michiel de Ruyter
Alex van Galen schreef het script voor de speelfilm over zeeheld Michiel de Ruyter die in 2015 in de bioscopen kwam. De film werd geregisseerd door Roel Reiné. Samen met medeschrijver Lars Boom ontving Van Galen hiervoor de Gouden Pen.

## Redbad
In 2017 startten de opnames voor de historische spektakelfilm Redbad over de historische figuur koning Radboud. De film werd geschreven door Alex van Galen en geregisseerd door Roel Reiné. De hoofdrollen worden gespeeld door Gijs Naber en Loes Haverkort met belangrijke bijrollen voor o.a. Huub Stapel, Renée Soutendijk, Derek de Lint en Aus Greidanus sr. De film werd opgenomen op locaties in Denemarken, Duitsland, België en Friesland en verscheen in 2018 in de bioscopen. Ook werd er een vierdelige TV serie van gemaakt, uitgezonden door AVROTROS.

## Kees & Co
In 2019 zond RTL 4 het negende seizoen uit van de serie Kees & Co met o.a. Simone Kleinsma, Chantal Janzen en Plien van Bennekom. Alle afleveringen werden geschreven door Alex van Galen.

## Overige werkzaamheden
Van Galen is ook voorzitter van Hand in Hand Nederland, een stichting voor hulp aan slachtoffers van natuurrampen.